# Liste der Kulturdenkmäler in Meckenbach (bei Kirn)
In der Liste der Kulturdenkmäler in Meckenbach sind alle Kulturdenkmäler der rheinland-pfälzischen Ortsgemeinde Meckenbach aufgeführt. Grundlage ist die Denkmalliste des Landes Rheinland-Pfalz (Stand: 2. August 2023).

## Einzeldenkmäler
| Bezeichnung              | Lage                        | Baujahr                    | Beschreibung | Bild                           |
| ------------------------ | --------------------------- | -------------------------- | --- | ------------------------------ |
| Gemeindehaus             | Hauptstraße 17 Lage         | Mitte des 19. Jahrhunderts | ehemalige Schule; spätklassizistischer Typenbau, Mitte des 19. Jahrhunderts                                                                                 | BW                             |
| Evangelische Pfarrkirche | Hauptstraße 48 Lage         | 11. Jahrhundert            | romanische Chorturmkirche, Portal aus dem 11. Jahrhundert, Langhaus 1756 verlängert, gotisches Chorfenster, 1439, Turmaufsatz in Fachwerk mit Laterne, 1853 | weitere Bilder Fotos hochladen |
| Evangelisches Pfarrhaus  | Hauptstraße 50 Lage         | 1919                       | Krüppelwalmdachbau, Heimatstil, bezeichnet 1919 und 1921 | BW                             |
| Gemeindebackhaus         | Hauptstraße 56 Lage         | 19. Jahrhundert            | Gemeindebackhaus, 19. Jahrhundert | BW                             |
| Haustür                  | Hauptstraße, an Nr. 60 Lage | 1851                       | Haustür, bezeichnet 1851 | BW                             |
| Wohnhaus                 | In der Gass 14 Lage         | Ende des 18. Jahrhunderts  | spätbarockes Fachwerkhaus, verputzt, wohl vom Ende des 18. Jahrhunderts                                                                                     | BW                             |